# Fred Kerley
Fredrick Lee Kerley, detto Fred (Taylor, 7 maggio 1995), è un velocista statunitense, campione mondiale dei 100 metri piani ad Oregon 2022, medaglia d'argento ai Giochi olimpici di Tokyo 2020 e medaglia di bronzo ai Giochi olimpici di Parigi 2024.
È il terzo atleta della storia (dopo Wayde van Niekerk e Michael Norman) ad aver corso i 100 metri piani in meno di 10 secondi, i 200 metri piani in meno di 20 secondi e i 400 metri piani in meno di 44 secondi.

## Biografia
Nel 2017 ha gareggiato ai campionati mondiali di Londra 2017 sulla distanza dei 400 m piani, riuscendo a qualificarsi per la sua prima finale mondiale con il tempo di 44"51, ma concludendo la finale al settimo posto con il tempo di 45"23. Nella stessa rassegna mondiale ha conquistato con la squadra statunitense la medaglia d'argento nella staffetta 4×400 metri con il tempo di 2'58"61, alle spalle del Trinidad e Tobago.
L'anno successivo ha vinto la medaglia d'argento nella staffetta 4×400 m ai Mondiali indoor di Birmingham 2018 con il tempo di 3'01"97, alle spalle della squadra polacca che stabilisce nell'occasione il nuovo record mondiale della specialità.
Nel 2019 ha vinto la medaglia di bronzo nei 400 m piani ai campionati mondiali di Doha 2019 con il tempo di 44"17, dietro il bahamense Steven Gardiner (43"48) e il colombiano Anthony Zambrano (44"15). Nella stessa manifestazione si è laureato campione mondiale della staffetta 4×400 metri con il tempo di 2'56"69, precedendo il quartetto giamaicano.
Due anni più tardi ha partecipato ai Giochi olimpici di Tokyo 2020 sulla distanza dei 100 metri piani, conquistando un'inaspettata medaglia d'argento con il primato personale di 9"84, alle spalle dell'italiano Marcell Jacobs (9"80). Come componente della staffetta 4×100 metri statunitense non è invece riuscito a qualificarsi per la finale olimpica, vinta dall'Italia. Ha terminato la stagione 2021 vincendo la Diamond League sulla stessa distanza.
Il 24 giugno 2022 vince la gara dei 100 metri piani ai campionati statunitensi di Eugene facendo segnare in semifinale un tempo di 9"76, la prestazione più veloce di sempre di un atleta statunitense sul suolo di casa.
Ai campionati mondiali di Oregon 2022 vince la medaglia d'oro nei 100 metri piani con il crono di 9"86, mentre a Budapest 2023 conquista la medaglia più pregiata nella staffetta 4x100 m. Nel 2024, alle Olimpiadi di Parigi, conquista la medaglia di bronzo nei 100 metri piani, salendo nuovamente sul podio dopo l'argento di tre anni prima a Tokyo.
Nell'agosto 2025 è stato sospeso in quanto è risultato irreperibile in tre controlli antidoping a sorpresa durante un anno solare.

## Progressione

### 100 metri piani
| Stagione | Tempo | Luogo        | Data      | Rank. Mond. |
| -------- | ----- | ------------ | --------- | ----------- |
| 2023     | 9"88  | Yokohama     | 21-5-2023 |             |
| 2022     | 9"76  | Eugene       | 24-6-2022 | 1º          |
| 2021     | 9"84  | Tokyo        | 1-8-2021  | 6º          |
| 2020     | 11"05 | Marietta     | 15-8-2020 |             |
| 2015     | 10"49 | El Paso      | 21-3-2015 |             |
| 2014     | 10"56 | Stephenville | 6-3-2014  |             |

### 200 metri piani
| Stagione | Tempo | Luogo        | Data      | Rank. Mond. |
| -------- | ----- | ------------ | --------- | ----------- |
| 2023     | 19"86 | Eugene       | 9-7-2023  |             |
| 2022     | 19"80 | Walnut       | 16-4-2022 | 3º          |
| 2021     | 19"76 | Nairobi      | 18-9-2021 | 4º          |
| 2018     | 20"41 | Tempe        | 17-3-2018 | 75º         |
| 2017     | 20"24 | Londra       | 9-7-2017  | 29º         |
| 2016     | 20"61 | Tempe        | 19-3-2016 |             |
| 2014     | 21"09 | Lubbock      | 3-5-2014  |             |
| 2013     | 21"56 | Austin       | 11-5-2013 |             |
| 2012     | 22"45 | Austin       | 12-5-2012 |             |
| 2011     | 22"91 | Marble Falls | 21-4-2011 |             |

### 400 metri piani
| Stagione | Tempo | Luogo        | Data      | Rank. Mond. |
| -------- | ----- | ------------ | --------- | ----------- |
| 2023     | 44"65 | Sydney       | 11-3-2023 |             |
| 2022     | 44"47 | St. George's | 5-3-2022  | 9º          |
| 2021     | 44"60 | Doha         | 28-5-2021 | 14º         |
| 2019     | 43"64 | Des Moines   | 27-7-2019 | 3º          |
| 2018     | 44"33 | Roma         | 31-5-2018 | 8º          |
| 2017     | 43"70 | Austin       | 26-5-2017 | 2º          |
| 2016     | 45"10 | Tempe        | 9-4-2016  | 33º         |
| 2015     | 47"81 | Hutchinson   | 15-5-2015 |             |
| 2014     | 46"38 | Mesa         | 16-5-2014 |             |

## Palmarès
| Anno | Manifestazione  | Sede       | Evento      | Risultato  | Prestazione | Note                                     |
| ---- | --------------- | ---------- | ----------- | ---------- | ----------- | ---------------------------------------- |
| 2017 | Mondiali        | Londra     | 400 m piani | 7º         | 45"23       |                                          |
| 2017 | Mondiali        | Londra     | 4×400 m     | Argento    | 2'58"61     | Miglior prestazione personale stagionale |
| 2018 | Mondiali indoor | Birmingham | 4×400 m     | Argento    | 3'01"97     |                                          |
| 2019 | World Relays    | Yokohama   | 4×400 m     | Finale     | dq          |                                          |
| 2019 | Mondiali        | Doha       | 400 m piani | Bronzo     | 44"17       |                                          |
| 2019 | Mondiali        | Doha       | 4×400 m     | Oro        | 2'56"69     | Miglior prestazione mondiale stagionale  |
| 2021 | Giochi olimpici | Tokyo      | 100 m piani | Argento    | 9"84        | Miglior prestazione personale            |
| 2021 | Giochi olimpici | Tokyo      | 4×100 m     | Batteria   | 38"10       | Miglior prestazione personale stagionale |
| 2022 | Mondiali        | Eugene     | 100 m piani | Oro        | 9"86        |                                          |
| 2022 | Mondiali        | Eugene     | 200 m piani | Semifinale | 20"68       |                                          |
| 2023 | Mondiali        | Budapest   | 100 m piani | Semifinale | 10"05       |                                          |
| 2023 | Mondiali        | Budapest   | 4×100 m     | Oro        | 37"38       | Miglior prestazione mondiale stagionale  |
| 2024 | Giochi olimpici | Parigi     | 100 m piani | Bronzo     | 9"81        | Miglior prestazione personale stagionale |
| 2024 | Giochi olimpici | Parigi     | 4×100 m     | Finale     | dq          |                                          |

## Campionati nazionali
- 1 volta campione nazionale dei 100 m piani (2022)
- 2 volte campione nazionale dei 400 m piani (2017, 2019)

## Altre competizioni internazionali
2017
- Argento ai London Anniversary Games ( Londra), 200 m piani - 20"24

2018
- Oro al Golden Gala ( Roma), 400 m piani - 44"33
- Oro al Birmingham Grand Prix ( Birmingham), 400 m piani - 45"54
- Oro al Weltklasse Zürich ( Zurigo), 400 m piani - 44"80
- Vincitore della Diamond League nella specialità dei 400 m piani

2019
- Oro allo Shanghai Golden Grand Prix ( Shanghai), 400 m piani - 44"81
- Bronzo al Prefontaine Classic ( Stanford), 400 m piani - 45"33

2021
- Argento al Prefontaine Classic ( Eugene), 100 m piani - 9"78 w
- Argento all'Athletissima ( Losanna), 200 m piani - 19"77 w
- Oro al Meeting de Paris ( Parigi), 200 m piani - 19"79
- Oro al Memorial Van Damme ( Bruxelles), 100 m piani - 9"94
- Oro al Weltklasse Zürich ( Zurigo), 100 m piani - 9"87
- Vincitore della Diamond League nella specialità dei 100 m piani

2022
- Oro al Golden Gala ( Roma), 100 m piani - 9"92

2023
- Oro al Doha Diamond League ( Doha), 200 m piani - 19"92
- Oro al Meeting international Mohammed VI d'athlétisme de Rabat ( Rabat), 100 m piani - 9"94
- Oro al Golden Gala ( Firenze), 100 m piani - 9"94
- Argento al Kamila Skolimowska Memorial ( Chorzów), 100 m piani - 9"98
- Bronzo alla Xiamen Diamond League ( Xiamen), 100 m piani - 9"96

2024
- Argento alla Xiamen Diamond League ( Xiamen), 100 m piani - 10"17
- Bronzo alla Shanghai Diamond League ( Shanghai), 100 m piani - 10"11
- Bronzo all'Athletissima ( Losanna), 200 m piani - 19"86
- Bronzo al Golden Gala Pietro Mennea ( Roma), 100 m piani - 9"95
- Bronzo al Memorial Van Damme ( Bruxelles), 100 m piani - 10"01

2025
- Bronzo al Meeting international Mohammed VI d'athlétisme de Rabat ( Rabat), 100 m piani - 10"07
- Bronzo al Meeting international Mohammed VI d'athlétisme de Rabat ( Rabat), 100 m piani - 20"16